# Isomyia tristis
Isomyia tristis är en tvåvingeart som först beskrevs av Jacques-Marie-Frangile Bigot 1888.  Isomyia tristis ingår i släktet Isomyia och familjen Rhiniidae. Inga underarter finns listade i Catalogue of Life.